# Нижнеингал
Нижнеингал — деревня в Заводоуковском районе Тюменской области. В рамках организации местного самоуправления находится в Заводоуковском городском округе.

## История
До 1917 года в составе Сингульской волости Ялуторовского уезда Тобольской губернии. По данным на 1926 год деревня Нижне-Ингальские Юрты состояла из 128 хозяйств. В административном отношении являлась центром Нижнеингальского сельсовета Ялуторовского района Тюменского округа Уральской области.

## Население
| 2010 |
| ---- |
| 186  |

По данным переписи 1926 года в деревне проживало 610 человек (314 мужчин и 296 женщин), в том числе: сибирские татары составляли 100 % населения.